# Plum Branch
Plum Branch és una població dels Estats Units a l'estat de Carolina del Sud. Segons el cens del 2000 tenia 98 habitants.

## Demografia
Segons el cens del 2000, Plum Branch tenia 98 habitants, 43 habitatges i 26 famílies. La densitat de població era de 102,3 habitants/km².
Dels 43 habitatges en un 20,9% hi vivien nens de menys de 18 anys, en un 55,8% hi vivien parelles casades, en un 2,3% dones solteres, i en un 39,5% no eren unitats familiars. En el 37,2% dels habitatges hi vivien persones soles el 16,3% de les quals corresponia a persones de 65 anys o més que vivien soles. El nombre mitjà de persones vivint en cada habitatge era de 2,28 i el nombre mitjà de persones que vivien en cada família era de 3,08.
Per edats la població es repartia de la següent manera: un 22,4% tenia menys de 18 anys, un 6,1% entre 18 i 24, un 23,5% entre 25 i 44, un 27,6% de 45 a 60 i un 20,4% 65 anys o més.
L'edat mediana era de 43 anys. Per cada 100 dones de 18 o més anys hi havia 72,7 homes.
La renda mediana per habitatge era de 24.583 $ i la renda mediana per família de 47.917 $. Els homes tenien una renda mediana de 38.750 $ mentre que les dones 26.250 $. La renda per capita de la població era de 16.358 $. Entorn del 10,3% de les famílies i el 21,9% de la població estaven per davall del llindar de pobresa.

## Poblacions més properes
El següent diagrama mostra les poblacions més properes.